# Élémir Bourges
Élémir Bourges (26. březen 1852, Manosque – 13. listopad 1925, Auteuil (Yvelines)) byl francouzský spisovatel a novinář. Jeho manželkou byla Anna Braunerová, sestra malířky Zdenky Braunerové. Byl členem Académie Goncourt.

## Díla vydaná v českých překladech
- Ptáci odletí a květy opadají (Les Oiseaux s’envolent et les fleurs tombent, 1893), Praha : J. Otto, 1905, překlad a předmluva: Miloš Marten
- Pod sekerou (Sous la hache, 1883), Praha : Melantrich, 1924, překlad: Lid. Spíšková